# Art Dock Zürich
Art Dock Zürich oder einfach Art Dock ist eine Galerie für alternative und zeitgenössische Kunst aus der Schweiz im ehemaligen Güterbahnhof Zürich. Kurator der Galerie ist Ralph Baenziger. Die Kunsthalle befindet sich an der Hohlstrasse bei der Hardbrücke.

## Geschichte
Das Projekt Art Dock wurde 2013 ins Leben gerufen und hatte den Zweck Nachlässe von zeitgenössischen Zürcher Künstler der Nachwelt zu erhalten. Dem Kernteam gehörten neben Ralph Baenziger auch Fritz Billeter, Guido Magnaguagno, der frühere Kurator des Museum Tinguely und der Publizist und Schriftsteller Dieter Bachmann an. Die ersten beiden verwalteten Nachlässe waren die des Bildhauer-Paares Otto Müller und Trudi Demut.
Die Sammlung wurde in den Hallen des nicht mehr genutzten Güterbahnhofs untergebracht. Die ursprünglich bis 2016 beschränkte Zwischennutzung der Hallen vor dem Abbruch wurde bis 2021 verlängert, danach sollen die Hallen einem Aufgang zur Hardbrücke weichen, der Teil eines Fusswegs vom Polizei- und Justizzentrum (PJZ) zur Hardbrücke werden soll.[veraltet]
Bis 2019 hatte sich zeitgenössische Kunst und Nachlässe von 123 Künstlern im Güterbahnhof angesammelt. Ein Teil der Werke soll verkauft werden, um die Nachlässe zu erhalten. Weiter werden Werke von aktiven Künstlern ausgestellt, wie zum Beispiel in der Ausstellung «Frauenpower!» von 2016, wo das Werk von 144 Zürcher Künstlerinnen der letzten 100 Jahre ausgestellt wurde.

## Liste von Ausstellungen
- 2013: «Überblick»
- 2014: «Weitblick»
- 2015: «Wahnwelt-Wellen»
- 2016: «Frauenpower!»
- 2020: «Art Dock Re Reborn»